# Церковь Смоленской иконы Божией Матери (Бородино)
Церковь Смоленской иконы Божией Матери с приделом преподобного Сергия Радонежского — кирпичная православная церковь в деревне Бородино Можайского района Московской области, построенная в 1697—1701 годах окольничими Павлом и Тимофеем Петровичами Савёловыми в стиле московское барокко и первоначально освящённая в 1701 году в честь Рождества Христова.
В 1839 году церковь была освящена в честь Смоленской иконы Божией Матери.
Разрушалась и была закрыта в 1812—1839 и 1930—1989 годах, после чего восстанавливалась и служба возобновлялась.

## История

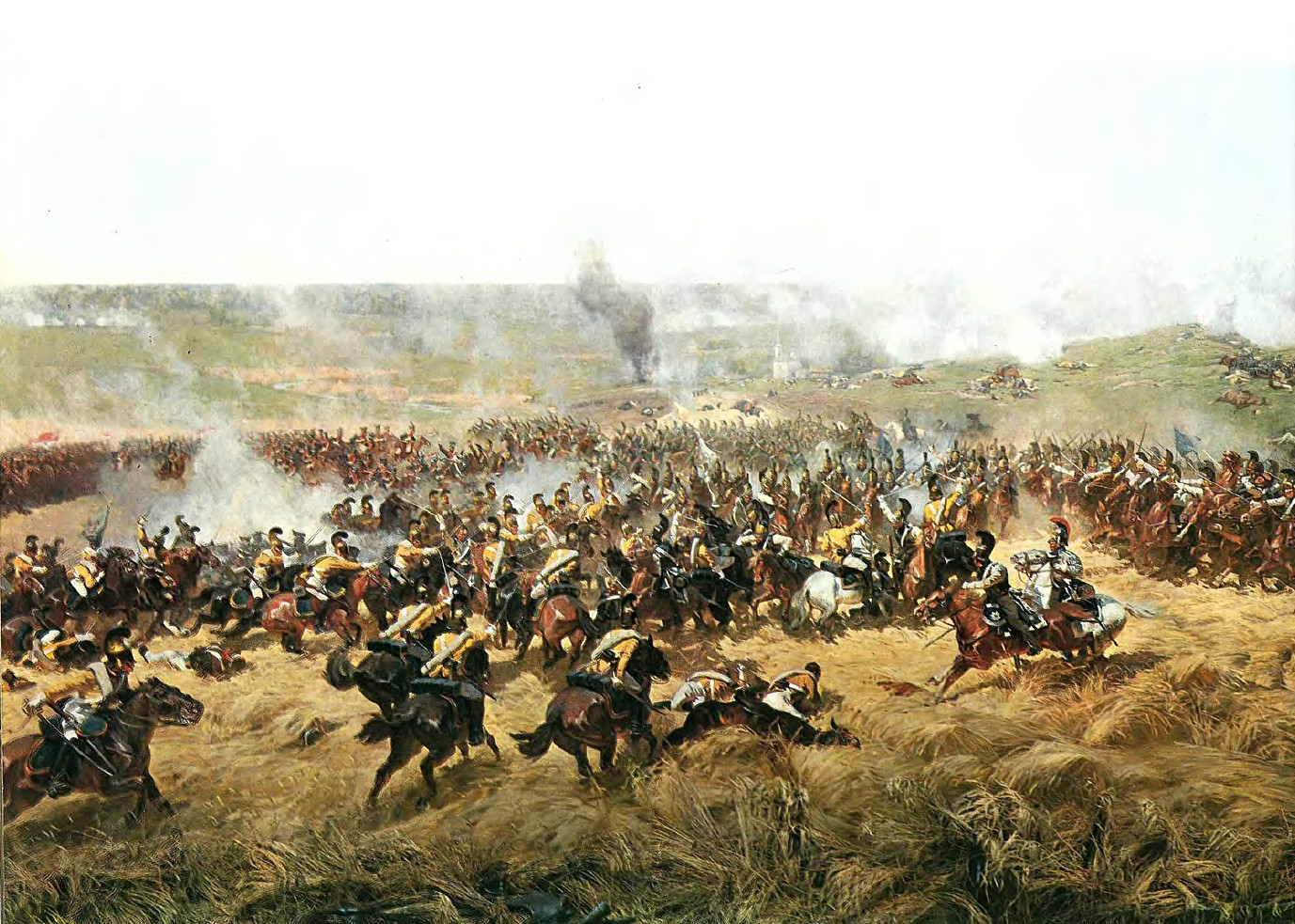
Церковь Рождества Христова на заднем плане Бородинского сражения

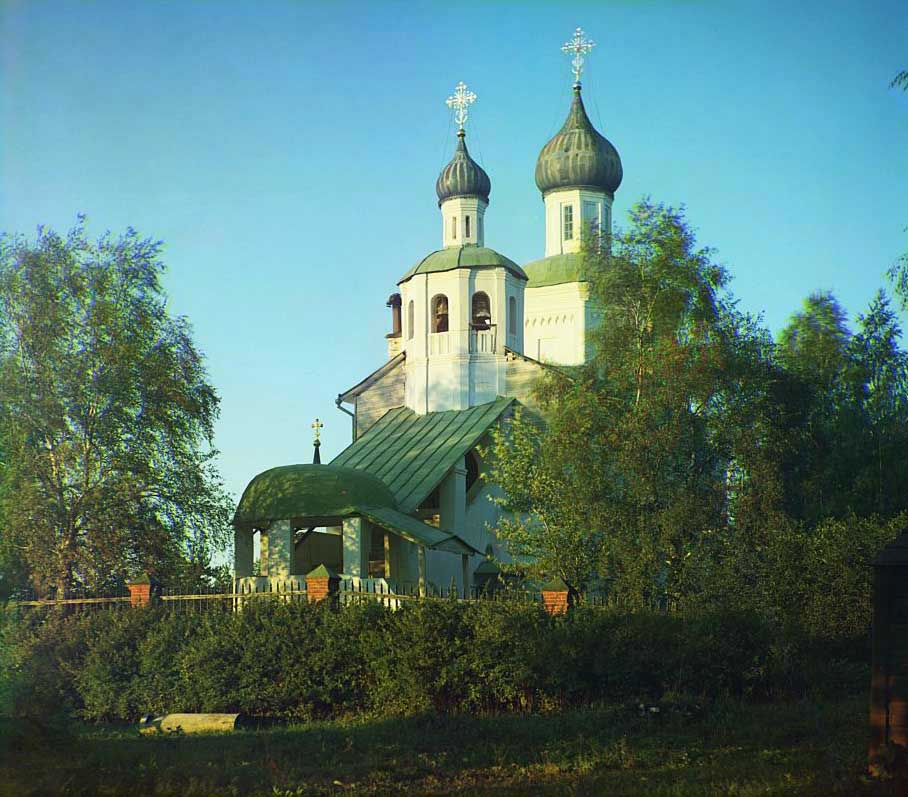
Бородинская церковь в 1911 году. На куполе пробоина. С. М. Прокудин-Горский

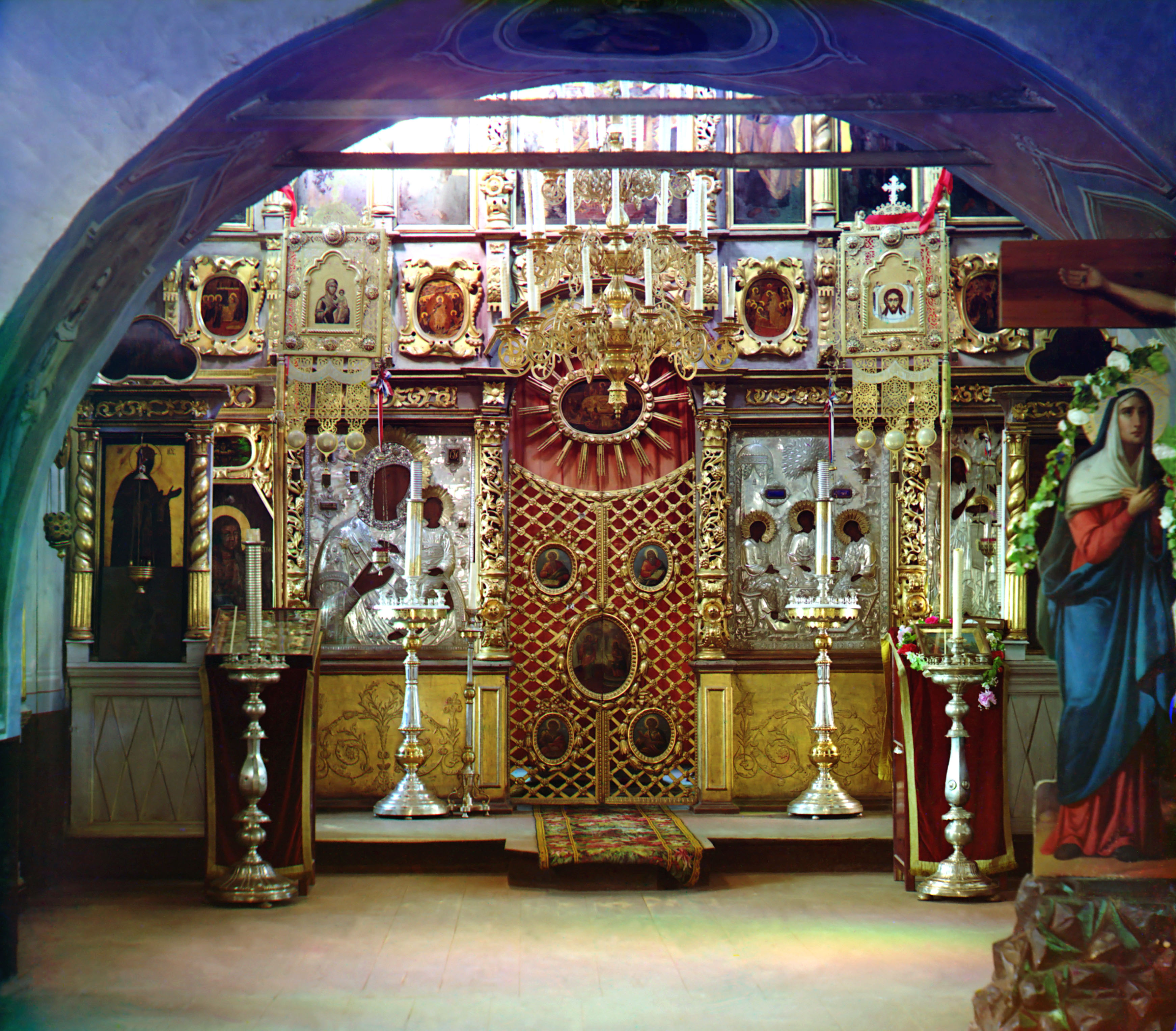
Иконостас Бородинской церкви в 1911 году. С. М. Прокудин-Горский

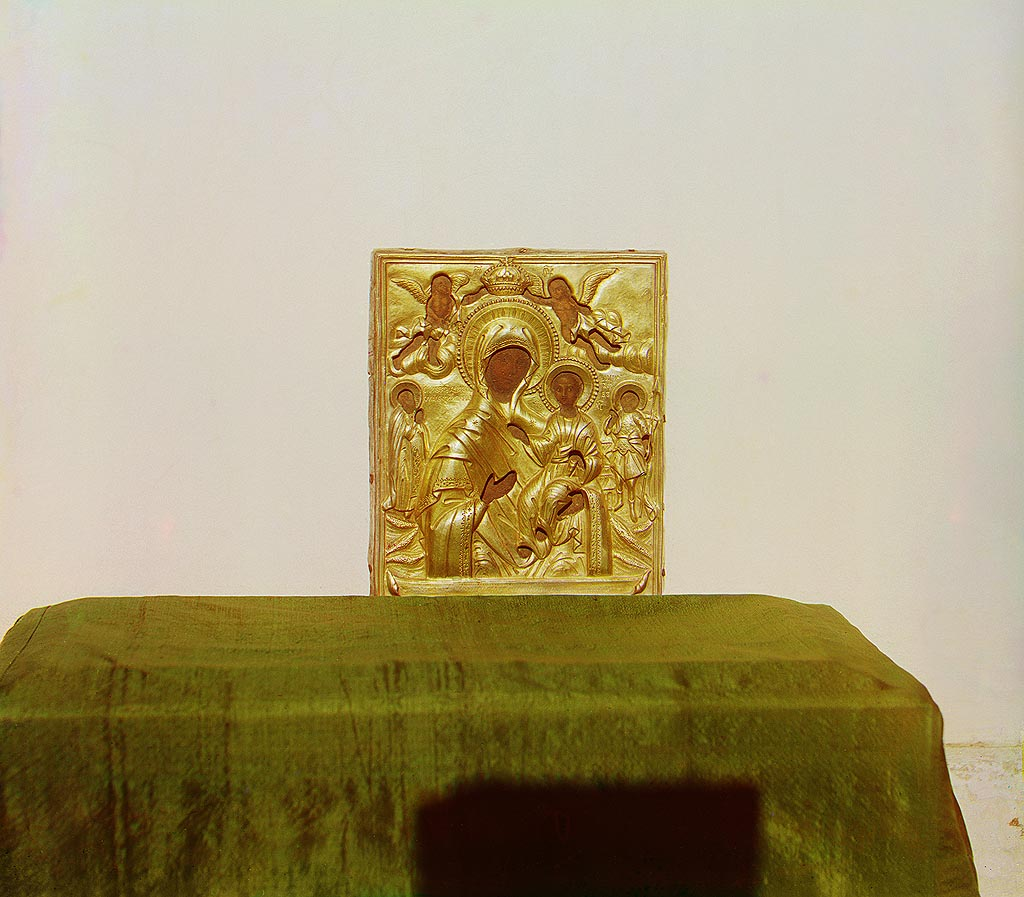
Икона Смоленской Божией Матери, принадлежавшая Багратиону. Бородино, 1911 год, С. М. Прокудин-Горский

До Смутных времён в местности, где сейчас расположена Церковь, числился «погост Воздвиженский на государеве цареве земле на речке Вейне с церковью Воздвижения Креста Господня и приделом святителя Николая» у сельца Бородино. В 1626 году эта территория упоминается как «место церковное, пашни лесом поросли».
В 1698 году, владевший селом брат Патриарха Московского Иоакима (Ивана Петровича Савёлова) окольничий Тимофей Савёлов, подал прошение о строительстве церкви, которую в 1701 году, уже при его сыне Петре Тимофеевиче, освятили: верхний храм — во имя Рождества Христова, нижний (как придел) — во имя преподобного Сергия Радонежского. Первым священником в новой церкви был Семён Яковлев.
В 1798 году село Бородино купил отставной бригадир Василий Денисович Давыдов (1747—1808), соратник Суворова.
Здесь прошло детство его сына — героя Отечественной войны 1812 года Дениса Давыдова.
25 августа 1812 года с колокольни церкви велось наблюдение за передвижением французских войск по Бородинскому полю в ходе одноимённого сражения.
В главу храма попало ядро, от чего колокольня сильно пострадала.
После сражения захватившие село французы полностью выжгли внутренность храма.
Сожжены были также дома жителей Бородина, и по наступлении зимы церковь послужила убежищем для вернувшихся из лесов на пепелище обитателей села.
В 1814 году владелицы села — вдова Елизавета Петровна Савёлова и девица Александра Васильевна Давыдова, не надеясь восстановить разрушенный храм, обращались с прошением приписать их крестьян к приходу в селе Криушино, однако Постановлением Московской Духовной Консистории получили разрешение быть приписанными только до восстановления церкви в Бородино.
Восстановлением храма занялась Маргарита Михайловна Тучкова, муж которой погиб в сражении на Бородинском поле.
Её стараниями в церкви в честь Смоленской иконы Божией Матери был устроен нижний храм во имя преподобного Сергия Радонежского.
К 16 июля 1816 года нижний Сергиевский придел Храма был восстановлен и освящён.
В июне 1824 года во время архипастырской поездки в западную часть Московской епархии село и Бородинский Храм посетил Святитель Филарет, митрополит Московский.
При его попечении к 1826 году на средства из казны и на пожертвования верхний храм был восстановлен и церковь была полностью отремонтирована, но не освящена.
В 1837 году на Бородинское поле впервые прибыл Наследник Цесаревич Александр Николаевич.
23 июля он посетил Семёновскую Спасскую пустынь, на которой потом был построен Спасо-Бородинский женский монастырь, затем побывал на «батарее Раевского», где положил камень в основание Главного памятника.
После этого Цесаревич вернулся в Бородино, где накануне ночевал, и внёс первое пожертвование на Бородинский Храм — 500 рублей.
В декабре того же года в верхнем храме появился иконостас.
В 1839 году село Бородино с окрестностями было выкуплено императором Николаем I и подарено цесаревичу.
Неподалёку у церкви императорской фамилией был выстроен дворец по проекту архитектора Александра Ивановича Резанова.
22 июля 1839 году верхний храм церкви была освящён Святителем Филаретом в честь Смоленской иконы Божией Матери.
Через 2 дня, 24 июля 1839 года на Красном холме в центре Бородинского поля («батарея Раевского») был захоронен прах героя Бородина генерала П. И. Багратиона.
При возведении Храма Христа Спасителя в Москве в верхний храм был перенесён иконостас из Алексеевского монастыря, находившегося на месте планируемого строительства.
Иконостас нижней церкви был пожалован императором Александром II.
В самой Церкви хранилась древняя Смоленская икона Божией Матери, сопутствовавшая князю Петру Ивановичу Багратиону.
В год освобождения крестьян 9 июня 1861 года село и Бородинский Храм посетил император Александр II вместе с императрицей Марией Александровной, преподнеся в дар церкви Нерукотворный Образ Спасителя, некогда вручённый им игуменьей Марией[уточнить].
В 1891 году Бородино и Бородинскую церковь посетили Великий князь Сергей Александрович с Великой княгиней Елизаветой Федоровной и даровали Храму икону преподобного Сергия Радонежского в драгоценном окладе.
Накануне столетнего юбилея Бородинского сражения в 1912 году церковь отремонтировали.
Художник А. П. Хатулев, член Церковно-Археологического отдела Общества Любителей Духовного Просвещения, расписал её священными изображениям и орнаментом с позолотой в древнем стиле.
26 августа 1912 года около двух часов пополудни храм посетил император Николай II.
В 1930 году храм закрыли и передали артели «Ветеринария», а в 1932 году на Бородинском поле взорвали памятник и склеп с прахом князя Багратиона.
Осенью 1941 года во время Великой Отечественной войны на колокольне храма было устроено пулемётное «гнездо».
Во время войны храм уцелел, однако вплоть да начала 1950-х годов из стен верхнего храма добывался кирпич, в результате чего колокольня была уничтожена полностью.
Местный председатель колхоза, фронтовик Епифан Яковин активно боролся за его снос.
К 150-летней годовщине сражения здание храма восстановили. Церковь была отреставрирована под руководством архитектора-реставратора Николая Ивановича Иванова. Он обратился за помощью к авторитетным деятелям науки, культуры и искусств. Его поддержали художник Павел Дмитриевич Корин, академики М. В. Алпатов и Дмитрий Сергеевич Лихачёв и многие другие. Решающим стало ходатайство кинорежиссёра и киноактёра Сергея Фёдоровича Бондарчука, который аргументировал восстановления храма необходимостью для начавшихся съемок фильма «Война и мир». 16 марта 1962 года было разрешено «восстановление внешнего силуэта» храма. После воссоздания в здании храма располагался филиал Бородинского военно-исторического музея-заповедника.
В 1989 году прошло первое богослужение в нижнем Сергиевском храме.
По инициативе Государственного Бородинского военно-исторического музея-заповедника церковь была передана Московской епархии.
В 1995 году началось служение и в верхнем храме в честь Смоленской иконы Божией Матери.
В 1999 году развернулись активные ремонтно-реставрационные работы на средства благотворителей и прихожан.
В частности, заново расписаны стены нижнего, Сергиевского храма, московскими художниками во главе с известным мастером церковной стенописи П. А. Степановым, отреставрирована кладка, заменен пол, отштукатурены стены, вставлены новые окна, заменена кровля, отремонтированы и позолочены кресты, установлены новые оконные решетки и входные двери.
16 июля 2006 года архиепископ Можайский Григорий совершил великое освящение верхнего храма.

## Описание храма

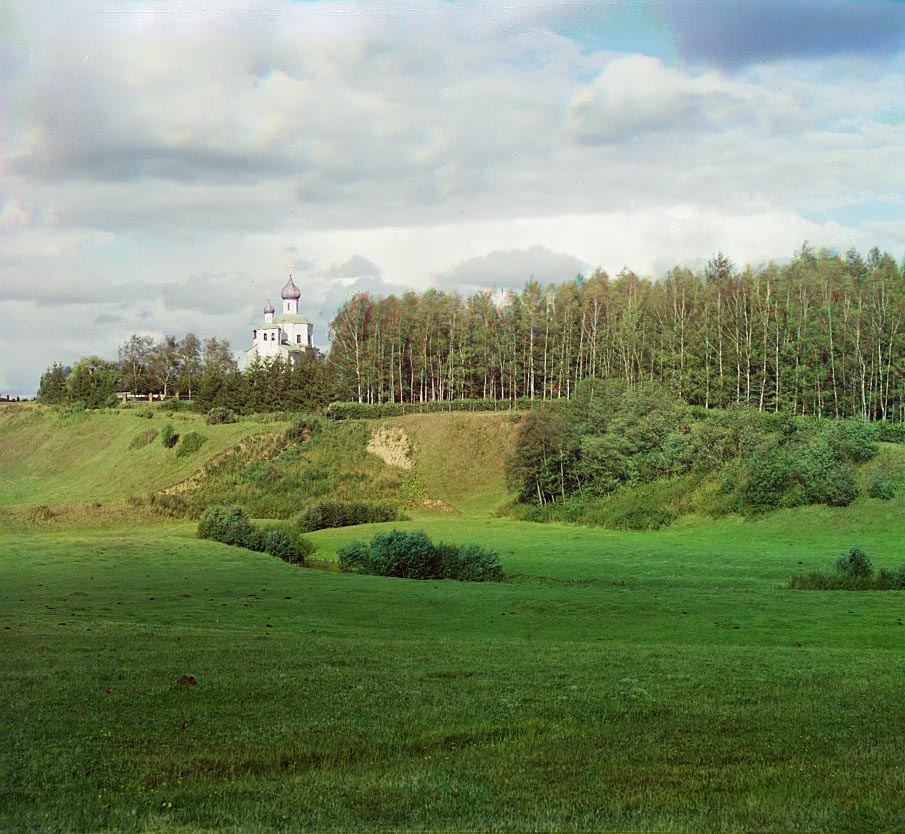
Общий вид Бородинской церкви. Бородино, 1911 год, С. М. Прокудин-Горский

Церковь расположена в центре села Бородино Можайском районе Московской области, чуть в стороне от дороги, на холме.
Архитектурный стиль Церкви Смоленской иконы Божией Матери определяют как московское барокко или как традиционный стиль древнерусского зодчества.
Храм представляет собой небольшую двухэтажную каменную церковь. «Нижняя часть храма перекрыта сомкнутыми сводами: верхняя главная часть из четверика, переходящая в восьмерик, заканчивается открытым внутри восьмигранным барабаном, увенчанный главой луковичной формы. <…> Общая композиция массы, в виде корабля, очень изящна, легка и свидетельствует о хорошем вкусе и талантливости строителя».
Верхняя часть — собственно церковь в честь Смоленской иконы, внизу расположен тёплый («зимний») Сергиевский придел. К основному четверику примыкает трапезная, заканчивающаяся с запада лестницей, характерной для храмов XVII века. Над верхним рундуком лестницы ниже главы основного объёма устроена колокольня в один ярус. Изначально вдоль южного и северного фасада шли деревянные открытые галереи-гульбища. Наличники обоих этажей храма — богатые, резные; грани восьмерика разделены узорчатыми полуколонками и украшены фризом. Световой барабан под главой основного объёма — неширокий, ориентированный вертикально, что придает силуэту храма устремленность ввысь. Апсиды разделены не простыми лопатками, а декоративными балясинами.

## Дополнительные сведения
При храме действует воскресная школа. В церкви создана библиотека и видеотека. Клирики окормляют больницу и начальную школу в деревне Бородино.
Настоятель храма после возобновления службы в 1990 году — протоиерей Игорь Востриков.
Игорь Востриков в 1989 году окончил Московский государственный институт международных отношений, после чего прислуживал в храме Нерукотворного образа села Прохорова Чеховского района; в 1990 году рукоположен в сан священника и назначен настоятелем Смоленской церкви.
С октября 2001 года в штате прихода имеется второй клирик — священник Георгий Шамрук. После окончания механико-математического факультета МГУ переехал в село Бородино, где нёс различные послушания при храме. В 1995 года женился на певчей этого храма и вскоре был рукоположен в священный сан. До 2001 года служил в Никольском соборе Можайска, а с октября 2001 года — в церкви Смоленской иконы Божией Матери.